# Mannschaftskader der Chinesischen Mannschaftsmeisterschaft im Schach 2018
Die Liste der Mannschaftskader der Chinesischen Mannschaftsmeisterschaft im Schach 2018 enthält alle Spieler, die für die Chinesische Mannschaftsmeisterschaft im Schach 2018 gemeldet wurden mit ihren Einzelergebnissen.

## Allgemeines
Die Zahl der gemeldeten Spieler war nicht beschränkt. Während Beijing mit sieben eingesetzten Spielern auskam, setzte Hebei 13 Spieler ein. Insgesamt kamen 104 der 109 gemeldeten Spieler zum Einsatz, von denen 19 alle Wettkämpfe mitspielten.
Punktbeste Spieler mit je 16,5 Punkten waren P. Harikrishna (Shanghai) und Yu Yangyi (Beijing), wobei Harikrishna 19 Partien spielte, Yu 22. Tan Zhongyi (Chongqing) und Iwan Tscheparinow (Shenzhen) erreichten je 16 Punkte aus 22 Partien.
Mit Ding Liren (Zhejiang) und Maxim Matlakow (Shanghai) erreichten zwei Spieler 100 %, von diesen spielte Ding fünf Partien, Matlakow drei.

## Legende
Die nachstehenden Tabellen enthalten folgende Informationen:
- Nr.: Ranglistennummer
- Titel: FIDE-Titel zu Saisonbeginn (Eloliste vom April 2018); GM = Großmeister, IM = Internationaler Meister, FM = FIDE-Meister, WGM = Großmeister der Frauen, WIM = Internationaler Meister der Frauen, WFM = FIDE-Meister der Frauen, CM = Candidate Master, WCM = Candidate Master der Frauen
- Elo: Elo-Zahl zu Saisonbeginn (Eloliste vom April 2018), sofern vorhanden
- Nation: Nationalität gemäß Eloliste vom April 2018; ARM = Armenien, BUL = Bulgarien, CHN = China, ESP = Spanien, GEO = Georgien, HUN = Ungarn, IND = Indien, IRI = Iran, ISR = Israel, KAZ = Kasachstan, RUS = Russland, SGP = Singapur, UKR = Ukraine, VIE = Vietnam
- G: Anzahl Gewinnpartien
- R: Anzahl Remispartien
- V: Anzahl Verlustpartien
- Pkt.: Anzahl der erreichten Punkte
- Partien: Anzahl der gespielten Partien

## Shanghai Mobile China
| Nr. | Titel | Name           | Elo  | Nation | G  | R  | V | Pkt. | Partien |
| --- | ----- | -------------- | ---- | ------ | -- | -- | - | ---- | ------- |
| 1   | GM    | Ni Hua         | 2683 | CHN    | 10 | 10 | 1 | 15   | 21      |
| 2   | IM    | Xu Yi          | 2533 | CHN    | 3  | 10 | 6 | 8    | 19      |
| 3   | IM    | Lou Yiping     | 2473 | CHN    | 1  | 2  | 1 | 2    | 4       |
| 4   | GM    | Ju Wenjun      | 2568 | CHN    | 10 | 9  | 1 | 14,5 | 20      |
| 5   | WGM   | Ni Shiqun      | 2436 | CHN    | 2  | 12 | 1 | 8    | 15      |
| 6   | WGM   | Wang Pin       | 2394 | CHN    | 0  | 2  | 0 | 1    | 2       |
| 7   | GM    | P. Harikrishna | 2729 | IND    | 14 | 5  | 0 | 16,5 | 19      |
| 8   | GM    | D. Harika      | 2499 | IND    | 2  | 5  | 0 | 4,5  | 7       |
| 9   | GM    | Maxim Matlakow | 2683 | RUS    | 3  | 0  | 0 | 3    | 3       |

## Chongqing lottery
| Nr. | Titel | Name                  | Elo  | Nation | G  | R  | V | Pkt. | Partien |
| --- | ----- | --------------------- | ---- | ------ | -- | -- | - | ---- | ------- |
| 1   | GM    | Zhou Weiqi            | 2597 | CHN    | 5  | 9  | 6 | 9,5  | 20      |
| 2   | IM    | Wang Chen             | 2468 | CHN    | 0  | 2  | 0 | 1    | 2       |
| 3   | GM    | Zeng Chongsheng       | 2535 | CHN    | 4  | 4  | 7 | 6    | 15      |
| 4   | IM    | Liu Yan               | 2495 | CHN    | 0  | 7  | 3 | 3,5  | 10      |
| 5   | GM    | Tan Zhongyi           | 2513 | CHN    | 11 | 10 | 1 | 16   | 22      |
| 6   | GM    | Lei Tingjie           | 2457 | CHN    | 8  | 10 | 4 | 13   | 22      |
| 7   | GM    | Dmitri Andreikin      | 2719 | RUS    | 8  | 7  | 0 | 11,5 | 15      |
| 8   | GM    | Surya Shekhar Ganguly | 2652 | IND    | 0  | 2  | 2 | 1    | 4       |

## Shandong Jingzhi
| Nr. | Titel | Name             | Elo  | Nation | G  | R  | V | Pkt. | Partien |
| --- | ----- | ---------------- | ---- | ------ | -- | -- | - | ---- | ------- |
| 1   | GM    | Bu Xiangzhi      | 2726 | CHN    | 7  | 10 | 1 | 12   | 18      |
| 2   | GM    | Wen Yang         | 2604 | CHN    | 5  | 14 | 3 | 12   | 22      |
| 3   | GM    | Zhao Jun         | 2607 | CHN    | 10 | 9  | 3 | 14,5 | 22      |
| 4   |       | Tong Yan         | 1999 | CHN    | 0  | 0  | 0 | 0    | 0       |
| 5   | WGM   | Huang Qian       | 2444 | CHN    | 4  | 12 | 1 | 10   | 17      |
| 6   |       | Ning Kaiyu       | 2217 | CHN    | 3  | 7  | 4 | 6,5  | 14      |
| 7   |       | Yan Tianqi       | 2098 | CHN    | 0  | 5  | 4 | 2,5  | 9       |
| 8   | GM    | S. P. Sethuraman | 2657 | IND    | 1  | 3  | 0 | 2,5  | 4       |
| 9   | GM    | Anna Musytschuk  | 2564 | UKR    | 1  | 2  | 1 | 2    | 4       |

## Hangzhou Bank
| Nr. | Titel | Name              | Elo  | Nation | G | R  | V | Pkt. | Partien |
| --- | ----- | ----------------- | ---- | ------ | - | -- | - | ---- | ------- |
| 1   | GM    | Ma Qun            | 2620 | CHN    | 4 | 17 | 1 | 12,5 | 22      |
| 2   | GM    | Bai Jinshi        | 2568 | CHN    | 2 | 9  | 4 | 6,5  | 15      |
| 3   | GM    | Rui Gao           | 2546 | CHN    | 1 | 6  | 3 | 4    | 10      |
| 4   | IM    | Li Ruofan         | 2325 | CHN    | 6 | 6  | 5 | 9    | 17      |
| 5   | WIM   | Gu Tianlu         | 2231 | CHN    | 2 | 4  | 6 | 4    | 12      |
| 6   | GM    | Dmitri Jakowenko  | 2735 | RUS    | 9 | 6  | 0 | 12   | 15      |
| 7   | WGM   | Olga Girja        | 2481 | RUS    | 6 | 3  | 2 | 7,5  | 11      |
| 8   | GM    | Pawel Eljanow     | 2706 | UKR    | 2 | 1  | 1 | 2,5  | 4       |
| 9   | IM    | Nino Baziaschwili | 2492 | GEO    | 1 | 2  | 1 | 2    | 4       |

## Shenzhen Longgang team
| Nr. | Titel | Name              | Elo  | Nation | G  | R  | V | Pkt. | Partien |
| --- | ----- | ----------------- | ---- | ------ | -- | -- | - | ---- | ------- |
| 1   | GM    | Zhou Jianchao     | 2617 | CHN    | 4  | 14 | 2 | 11   | 20      |
| 2   | GM    | Liu Qingnan       | 2538 | CHN    | 7  | 10 | 5 | 12   | 22      |
| 3   | CM    | Zuo Yifan         | 2300 | CHN    | 0  | 0  | 2 | 0    | 2       |
| 4   | WGM   | Zhang Xiaowen     | 2318 | CHN    | 3  | 9  | 8 | 7,5  | 20      |
| 5   |       | An Zhixiao        | 2071 | CHN    | 0  | 1  | 1 | 0,5  | 2       |
| 6   | GM    | Iwan Tscheparinow | 2711 | BUL    | 13 | 6  | 3 | 16   | 22      |
| 7   | WGM   | Võ Thị Kim Phụng  | 2393 | VIE    | 0  | 2  | 2 | 1    | 4       |
| 8   | GM    | Anna Uschenina    | 2440 | UKR    | 7  | 8  | 0 | 11   | 15      |
| 9   | IM    | Yuliya Shvayger   | 2375 | ISR    | 0  | 3  | 0 | 1,5  | 3       |

## Beijing Beiao
| Nr. | Titel | Name         | Elo  | Nation | G  | R  | V | Pkt. | Partien |
| --- | ----- | ------------ | ---- | ------ | -- | -- | - | ---- | ------- |
| 1   | GM    | Yu Yangyi    | 2764 | CHN    | 13 | 7  | 2 | 16,5 | 22      |
| 2   | GM    | Li Chao      | 2703 | CHN    | 7  | 15 | 0 | 14,5 | 22      |
| 3   | IM    | Wang Yiye    | 2437 | CHN    | 1  | 7  | 6 | 4,5  | 14      |
| 4   |       | Fang Yan     | 2424 | CHN    | 1  | 3  | 4 | 2,5  | 8       |
| 5   | IM    | Wang Yu      | 2303 | CHN    | 2  | 14 | 5 | 9    | 21      |
| 6   | WGM   | Wang Jue     | 2367 | CHN    | 6  | 12 | 4 | 12   | 22      |
| 7   |       | Liu Xianglin | 2188 | CHN    | 0  | 1  | 0 | 0,5  | 1       |

## Chengdu Beilei Youth Chess Club
| Nr. | Titel | Name                   | Elo  | Nation | G | R  | V | Pkt. | Partien |
| --- | ----- | ---------------------- | ---- | ------ | - | -- | - | ---- | ------- |
| 1   | GM    | Xu Xiangyu             | 2565 | CHN    | 7 | 12 | 1 | 13   | 20      |
| 2   | IM    | Li Di                  | 2487 | CHN    | 0 | 2  | 5 | 1    | 7       |
| 3   | IM    | Liu Guanchu            | 2432 | CHN    | 1 | 5  | 6 | 3,5  | 12      |
| 4   |       | Zhao Yuanhe            | 2388 | CHN    | 0 | 5  | 4 | 2,5  | 9       |
| 5   |       | Ren Xiaoyi             | 2256 | CHN    | 4 | 14 | 3 | 11   | 20      |
| 6   |       | Nie Xin                | 2227 | CHN    | 0 | 0  | 1 | 0    | 1       |
| 7   | WFM   | Li Yunshan             | 2196 | CHN    | 0 | 0  | 0 | 0    | 0       |
| 8   | IM    | Dinara Saduakasowa     | 2481 | KAZ    | 3 | 1  | 0 | 3,5  | 4       |
| 9   | GM    | Francisco Vallejo Pons | 2694 | ESP    | 5 | 6  | 3 | 8    | 14      |
| 10  | GM    | Walentina Gunina       | 2497 | RUS    | 9 | 5  | 0 | 11,5 | 14      |
| 11  | GM    | Santosh Gujrathi Vidit | 2718 | IND    | 2 | 2  | 0 | 3    | 4       |
| 12  | GM    | Nana Dsagnidse         | 2519 | GEO    | 0 | 2  | 2 | 1    | 4       |

## Zhejiang
| Nr. | Titel | Name               | Elo  | Nation | G | R  | V  | Pkt. | Partien |
| --- | ----- | ------------------ | ---- | ------ | - | -- | -- | ---- | ------- |
| 1   | GM    | Ding Liren         | 2816 | CHN    | 5 | 0  | 0  | 5    | 5       |
| 2   | GM    | Lu Shanglei        | 2636 | CHN    | 5 | 16 | 1  | 13   | 22      |
| 3   |       | Xu Minghui         | 2313 | CHN    | 1 | 4  | 12 | 3    | 17      |
| 4   |       | Lan Zilun          | 2333 | CHN    | 0 | 5  | 10 | 2,5  | 15      |
| 5   | WGM   | Ding Yixin         | 2429 | CHN    | 8 | 13 | 1  | 14,5 | 22      |
| 6   | WIM   | Qiu Mengjie        | 2247 | CHN    | 0 | 0  | 0  | 0    | 0       |
| 7   | WIM   | Zhu Jiner          | 2379 | CHN    | 6 | 12 | 4  | 12   | 22      |
| 8   | GM    | Dmitri Gordijewski | 2638 | RUS    | 2 | 3  | 2  | 3,5  | 7       |

## Tianjin
| Nr. | Titel | Name                | Elo  | Nation | G | R  | V | Pkt. | Partien |
| --- | ----- | ------------------- | ---- | ------ | - | -- | - | ---- | ------- |
| 1   | GM    | Wang Yue            | 2638 | CHN    | 6 | 14 | 2 | 13   | 22      |
| 2   |       | Li Yankai           | 2427 | CHN    | 1 | 8  | 4 | 5    | 13      |
| 3   |       | Dai Changgren       | 2464 | CHN    | 2 | 2  | 5 | 3    | 9       |
| 4   | IM    | Chu Wei Chao        | 2373 | CHN    | 0 | 1  | 3 | 0,5  | 4       |
| 5   | WFM   | Xiao Yiyi           | 2295 | CHN    | 2 | 14 | 5 | 9    | 21      |
| 6   | WIM   | Chu Ruotong         | 2261 | CHN    | 0 | 5  | 6 | 2,5  | 11      |
| 7   |       | Liu Hongyan         | 2058 | CHN    | 0 | 0  | 0 | 0    | 0       |
| 8   | GM    | Wladimir Malachow   | 2683 | RUS    | 5 | 12 | 1 | 11   | 18      |
| 9   | GM    | Bela Chotenaschwili | 2477 | GEO    | 7 | 5  | 0 | 9,5  | 12      |

## Hangzhou Turbine
| Nr. | Titel | Name             | Elo  | Nation | G | R  | V | Pkt. | Partien |
| --- | ----- | ---------------- | ---- | ------ | - | -- | - | ---- | ------- |
| 1   |       | Wu Kaiyu         | 2304 | CHN    | 0 | 0  | 0 | 0    | 0       |
| 2   |       | Xiang Zeyu       | 2435 | CHN    | 1 | 13 | 8 | 7,5  | 22      |
| 3   |       | Lin Yi           | 2359 | CHN    | 0 | 8  | 9 | 4    | 17      |
| 4   | FM    | Zou Chen         | 2384 | CHN    | 2 | 10 | 8 | 7    | 20      |
| 5   | WFM   | Zhao Shengxin    | 2133 | CHN    | 3 | 12 | 7 | 9    | 22      |
| 6   |       | Zhou Zirun       | 2152 | CHN    | 3 | 10 | 9 | 8    | 22      |
| 7   |       | Ding Linlin      | 2174 | CHN    | 0 | 0  | 0 | 0    | 0       |
| 8   | GM    | Ernesto Inarkiew | 2693 | RUS    | 3 | 4  | 0 | 5    | 7       |

## Guangdong Ding Xin High Tech
| Nr. | Titel | Name          | Elo  | Nation | G | R  | V  | Pkt. | Partien |
| --- | ----- | ------------- | ---- | ------ | - | -- | -- | ---- | ------- |
| 1   | GM    | Li Shilong    | 2498 | CHN    | 6 | 5  | 7  | 8,5  | 18      |
| 2   | GM    | Xu Yinglun    | 2531 | CHN    | 3 | 13 | 6  | 9,5  | 22      |
| 3   | GM    | Liang Jinrong | 2452 | CHN    | 1 | 4  | 3  | 3    | 8       |
| 4   |       | Zhao Chenxi   | 2328 | CHN    | 2 | 4  | 12 | 4    | 18      |
| 5   |       | Li Xueyi      | 2187 | CHN    | 3 | 5  | 14 | 5,5  | 22      |
| 6   |       | Liu Manli     | 2159 | CHN    | 0 | 3  | 4  | 1,5  | 7       |
| 7   |       | Xu Yuze       | 2083 | CHN    | 1 | 1  | 2  | 1,5  | 4       |
| 8   | WIM   | Gong Qianyun  | 2312 | SGP    | 2 | 5  | 4  | 4,5  | 11      |

## Hebei Sports Lottery
| Nr. | Titel | Name                      | Elo  | Nation | G | R | V  | Pkt. | Partien |
| --- | ----- | ------------------------- | ---- | ------ | - | - | -- | ---- | ------- |
| 1   | GM    | Wan Yunguo                | 2529 | CHN    | 5 | 7 | 8  | 8,5  | 20      |
| 2   |       | Zhang Ziji                | 2393 | CHN    | 1 | 7 | 9  | 4,5  | 17      |
| 3   |       | Peng Hongchi              | 2273 | CHN    | 0 | 7 | 5  | 3,5  | 12      |
| 4   |       | Liu Zhaoqi                | 2286 | CHN    | 2 | 0 | 4  | 2    | 6       |
| 5   | WGM   | Zhai Mo                   | 2352 | CHN    | 5 | 6 | 10 | 8    | 21      |
| 6   | WCM   | Yang Yijing               | 2053 | CHN    | 0 | 1 | 5  | 0,5  | 6       |
| 7   |       | Guo Weibao                | 1838 | CHN    | 0 | 0 | 3  | 0    | 3       |
| 8   | IM    | Anastassija Bodnaruk      | 2446 | RUS    | 2 | 0 | 1  | 2    | 3       |
| 9   | GM    | Csaba Balogh              | 2625 | HUN    | 2 | 5 | 0  | 4,5  | 7       |
| 10  | GM    | Elina Danieljan           | 2419 | ARM    | 0 | 1 | 3  | 0,5  | 4       |
| 11  | WGM   | Tícia Gara                | 2321 | HUN    | 2 | 1 | 0  | 2,5  | 3       |
| 12  | GM    | Parham Maghsoodloo        | 2689 | IRI    | 0 | 3 | 1  | 1,5  | 4       |
| 13  | IM    | Sarasadat Khademalsharieh | 2448 | IRI    | 1 | 3 | 0  | 2,5  | 4       |